# دورا خوارز کیچکوفسکی
دورا خوارز کیچکوفسکی (انگلیسی: Dora Juárez Kiczkovsky؛ زادهٔ) خوانندگی، آهنگساز، مؤلف اهل مکزیک است. وی از سال ۲۰۰۱ میلادی تاکنون مشغول فعالیت بوده است.